# Douche fixe de premiers secours

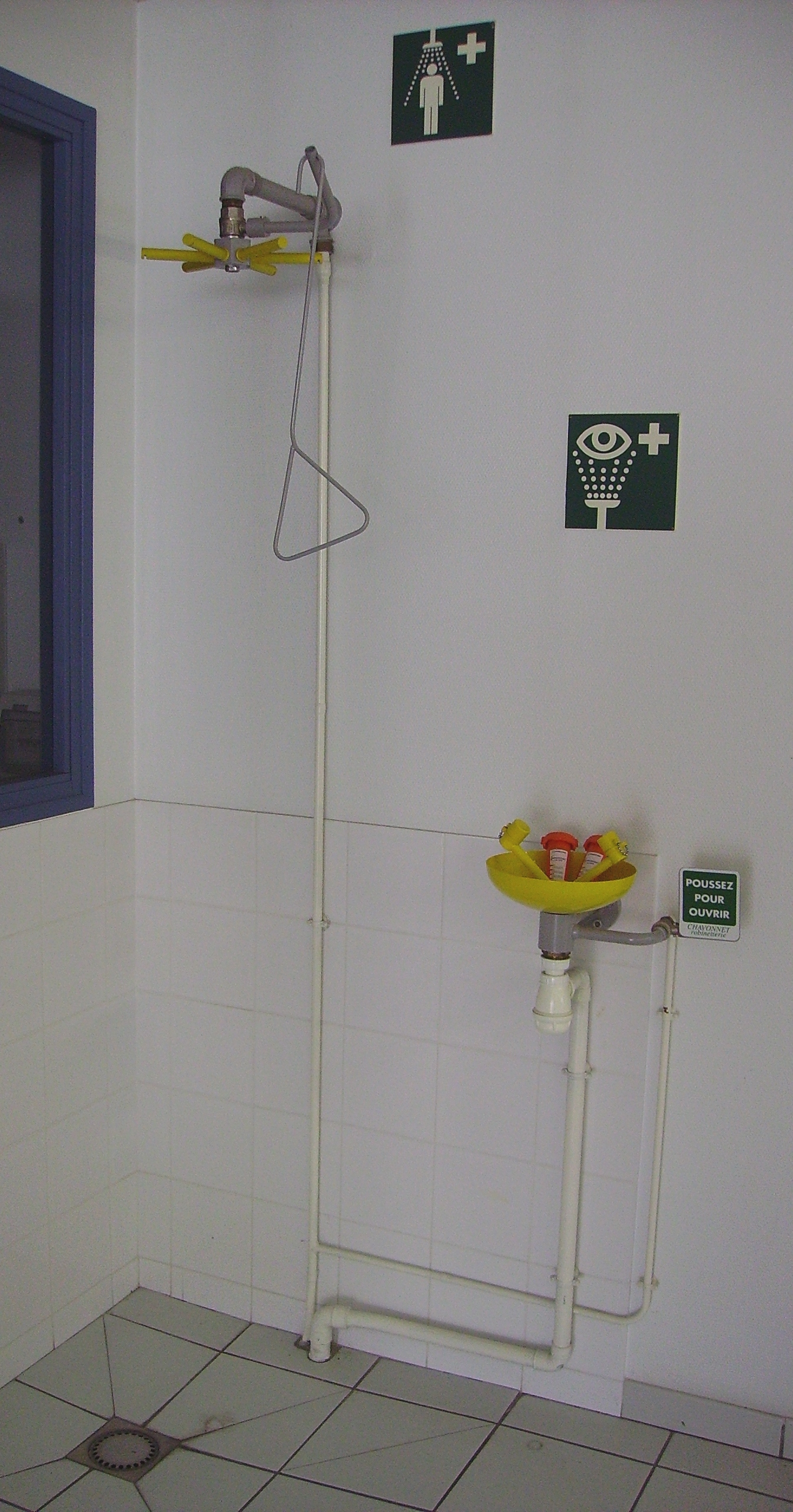
Douche de sécurité et rince-œil (à maintenir dégagés et à vérifier périodiquement), avec leur pictogramme.

La douche de sécurité ou douche fixe de premiers secours sert à secourir des personnes en train de se brûler chimiquement ou thermiquement.

## Utilisation
Son installation requiert un approvisionnement abondant en eau « propre et pas trop froide » (pour éviter une hydrocution[réf. nécessaire]), ainsi qu’un espace suffisant pour l’installer dans de bonnes conditions. À défaut, on lui préfèrera la douche portative de sécurité avec des flacons rince-œil.
Elle permet :
- de calmer une brûlure chimique ou d'éliminer une substance corrosive ou irritante, avec éventuellement adjonction d’une solution aseptisante ou calmante, selon les risques ;
- de refroidir une brûlure thermique ; le temps minimum de refroidissement d'une brûlure est de 15 minutes ;
- d'éteindre le feu sur une victime.

Dans ce dernier cas, elle constitue, avec la douche portative de sécurité, la solution la plus appropriée, par comparaison :
- à une couverture antifeu, car en plus d’éteindre le feu, la douche a une action refroidissante limitant ainsi l’étendue des brûlures, et éventuellement antiseptique si adjonction d’une solution spécifique. De plus, la couverture antifeu est sans action sur les brûlures chimiques ;
- aux extincteurs, dont les agents extincteurs sont tous incompatibles avec les plaies :
  - les extincteurs à poudre (à cause de la réaction chimique entre la poudre et la brûlure) ;
  - les extincteurs à CO2, ce dernier sortant du tromblon en partie sous forme gazeuse à −52 °C et en partie sous forme de neige carbonique à −78 °C. Cette catégorie d'extincteurs peut aussi provoquer en cas de contact avec un être humain des gelures profondes.

Des variantes pour rincer uniquement le visage et/ou les yeux existent ; dans le cas des rince-yeux, ces variantes peuvent éventuellement êtres incluses avec la douche fixe de premiers secours.

## Pictogrammes

Douche fixe de premiers secours.
Rince-œil.

## Normes
- EN 15154-1[1], EN 15154-5[2] et EN 15154-6[3]